# Roy Bittan
Roy Bittan, pianista cofundador de la E Street Band de Bruce Springsteen. Desde 1975 ha participado en todos los discos de estudio de Springsteen y es considerado como uno de los mejores pianistas de rock del mundo. 
Nació en Queens el 2 de julio de 1949. Comenzó su formación musical con acordeón, pero pasó al piano con 12 años. En la última gira de presentación del álbum "Working on a dream", junto a Charles Giordanno, tocó el acordeón en la canción en la que se presentaba a la banda, "American land".
Aparte de sus obras con Bruce, cabe destacar su participación en el disco Making Movies del grupo Dire Straits, donde ofrece un magnífico acompañamiento a la guitarra de Mark Knopfler.
Grabó con David Bowie el aclamado álbum de 1976 "Station to Station", aunque no formó parte de la banda que acompañó al británico en la gira correspondiente al disco.
En junio de 1982, participó en la grabación de la canción Runaway, junto a Jon Bon Jovi y la banda The All Star Review.
- Datos: Q464238